# Villamayor (Lugo)
Villamayor (llamada oficialmente Santa María de Vilamor)  es una parroquia española del municipio de Mondoñedo, en la provincia de Lugo, Galicia.

## Otras denominaciones
La parroquia también es conocida por los nombres de Villamor y Santa María de Villamayor.

## Límites
Limita al norte con Masma; al sur con Lindín y Santiago de Mondoñedo; al este con Santa María y San Xurxo de Lourenzá y al oeste con Masma y Viloalle. 

## Geografía
Se asienta a lo largo de un valle con tierras muy fértiles, soleadas y propicias para la agricultura.

## Organización territorial
La parroquia está formada por seis entidades de población:
- Calvela (A Calvela)
- Chao do Val (O Chao do Val)
- Cima da Vila (Encima da Vila)
- Guillade
- Grove (Ogrobe)
- Vilaverde

## Demografía
| Gráfica de evolución demográfica de Villamayor entre 2000 y 2020 |
|                                                                  |
| Datos según el nomenclátor publicado por el INE.                 |

## Patrimonio
En la iglesia parroquial se descubrieron unos frescos del siglo XV.